# Six Reasons to Kill
Six Reasons to Kill es una banda alemana de metalcore fundado en Coblenza, Renania-Palatinado en el año 1999. La banda está compuesta por el guitarrista principal Loc Tran, el vocalista Daniel Zimmermann, el guitarrista rítmico Marco Andree, el baterista Sven Menges y el bajista, corista Christian Groth.

## Historia
Six Reasons to Kill fue fundada en 1999, poco después de un primer demo simplemente nombradose Demostration. Al año siguiente la banda lanza su primer álbum de estudio titulado Kiss the Demon. El álbum Kiss the Demon se popularizó de magnitud que en 2001 la banda tubo que hacer un relanzamiento para la Zona Asiática firmando para el sello discográfico japonés Howling Bull Records.
En 2003 la banda lanza un split junto a la banda alemana Absidia, que luego haría otro split junto a la banda Deadlock lanzándolo en 2003. La banda graba algunas canciones para el próximo trabajo, que luego lo lanzaría en 2005 bajo el nombre de Reborn, por lo tanto la banda persistió grabando canciones en el Kohlekeller Studio y el propietario Kristian Kohlmannslehner y en 2008 lanzaría su tercer álbum de estudio llamado Another Horizon.
La banda ha tocado junto cuyas otras bandas como Bleeding Through, The Black Dahlia Murder, Walls Of Jericho, Hatesphere y Heaven Shall Burn. En septiembre de 2011, la banda presencio el tour europeo con la banda de metal industrial Samael y la banda death metal Keep of Kalessin.
En 2011 la banda su cuarto álbum de estudio titulado Architects of Perfection por quien firmaban para el sello discográfico alemán Massacre Records y que fue grabado en Kohlekeller Studio como los dos álbumes anteriores. Lo más reciente sería en 2013 que la banda lanza su quinto álbum de estudio llamado We Are Ghosts siendo el trabajo más reciente y el debut de su carrera.

### Rote Erde(2016)
El 31 de diciembre del 2015, la banda publica imágenes una carátula de un EP futuro, lo cual que el 9 de enero de 2016 subes imágenes sobre un videoclip titulado Rote Erde. Al día siguiente, en su canal oficial de YouTube, sube un Teaser del supuesto videoclip. Duraría, hasta que el 13 de febrero de 2016, lo que el sello Bastardized Recordings sube el videoclip de Rote Erde

## Miembros
| Miembros actuales - Loc Tran – guitarra líder - Thorsten Polomski – voz - Matthias Machenheimer – bajo - Marco Andree – guitarra - Florian Dürr – batería | Antiguos miembros - Lars Tekolf – voz |

## Discografía
| Álbum de estudio - 2000 – Kiss the Demon - 2005 – Reborn - 2008 – Another Horizon - 2011 – Architects of Perfection - 2013 – We Are Ghosts | Split - 2002 – Morphology of Fear (Absidia) - 2003 – Deadlock vs. Six Reasons to Kill (Deadlock) Demos - 1999 – Demostration - 2004 – Promo Demo 04 Sencillo - 2013 – The Damned |

## Videografía
| Fecha | Nombre             | Álbum de estudio         |
| ----- | ------------------ | ------------------------ |
| 2005  | Retribution        | Reborn                   |
| 2008  | Bleeding Stereo    | Another Horizon          |
| 2011  | Welcome To Forever | Architects of Perfection |
| 2011  | My Bitterness      | Architects of Perfection |
| 2011  | Awaken             | Architects of Perfection |
| 2013  | We Are Ghosts      | We Are Ghosts            |
| 2013  | F...Hipster        | We Are Ghosts            |
| 2016  | Rote Erde          | Rote Erde                |